# Abu al-Abbas al-Nabati
Abu al-Abbas al-Nabati al-Nabati, pseudonimo di Ahmad bin Muhammad bin Mufarraj bin Ani al-Khalil, noto anche come  Ibn al-Rumiya o al-Ashshab (in arabo أبو العباس النباتي‎?, Abu’l-ʿAbbās al-Nabātī), (Siviglia, 1166 – 1239), è stato un botanico, farmacista e teologo arabo di Al-Andalus (Spagna islamica).
È noto per aver introdotto il metodo scientifico sperimentale nell'area della materia medica. Le sue tecniche come la separazione dei rapporti fra verificati e non verificati portarono allo sviluppo della farmacologia. Fu un insegnante del botanico andaluso Ibn al-Baytar.

## Biografia
Anche se spesso citato con pseudonimi differenti, il nome di nascita di Nabati era Ahmad ibn Muhammad ibn Mufarrij ibn Abd Allah. Nabati era un discendente di schiavi liberati e il soprannome di Ibn al-Rumiyah o "figlio di donna romana" era dovuto alla sua etnia greco-bizantina, un fatto che si dice causasse a Nabati un certo imbarazzo
Nato a Siviglia nella  Spagna islamica, viaggiò in Nord Africa, in Medio oriente e in Iraq mentre continuava la sua istruzione, passando anche un periodo ad Alessandria d'Egitto nel 1216. Tornò quindi a Siviglia e aprì una farmacia.
Nabati fu anche un teologo. Anche se inizialmente seguì la scuola del sunnismo malikita, successivamente passò a quella Ẓāhirī, venendo descritto come un "fanatico" seguace degli insegnamenti di Ibn Hazm. Morì nel 1240.

## Opere
Dopo il suo ritorno in Spagna, Nabati compose il suo famoso Viaggio botanico, un primo libro sulle specie vegetali e erbe che si basava sulle sue osservazioni in tutto il mondo.
Nabati scrisse anche un commento a Materia Medica di Pedanius Dioscorides. Il commento di Nabati era di per sé enciclopedico, cercando di mettere insieme il lavoro di Dioscoride e Ibn Juljul con le tradizioni precedenti e contributi originali di Nabati stesso sulle piante della penisola iberica.